# Nomos
«Nomos» (νόμος, en plural nómoi νόμοι, del verbo némō νέμω -"dispensar", "asignar" o "adjudicar"-, en el sentido de ley como forma de justicia que distribuye o retribuye) es la palabra griega que significa «ley».
Nomos basileus (Νόμος βασιλεύς -"la ley es el rey"-) es el lema griego que indica el propósito de no someterse a ningún hombre, pero sí a la ley.
En la mitología griega, Nomos es la personificación de las leyes. Más que una divinidad en sí misma, es un aspecto de Zeus. Nomos tomó como mujer a Eusebeia o Eusebia (Εὐσέβεια -Piedad-), con la que tuvo como hija a Dike o Dice (Δίκη -Justicia-). El himno órfico n.º 64 está dedicado a Nomos.
Materializado el daemon Nomos en la ley humana, los sofistas reflexionaron sobre su condición sagrada o su relatividad, al contrastar las leyes griegas de unas polis con las de otras, y las griegas en general con las de otros pueblos de la Antiguëdad, y comprobar que eran a veces similares, a veces diferentes, pero no por ello necesariamente mejores o peores (entendiendo por tal cosa el ser más o menos adecuadas a los fines sociales que pudieran justificarlas).
La distinción entre la naturaleza (physis) y lo convencional (nomos) es uno de los temas principales de la filosofía griega; por ejemplo, en la leyenda del Anillo de Giges (Platón, La República), o en la misión que se autoimpuso Diógenes de Sinope (parajáraxis -palabra que significa tanto "falsificar la moneda" como "cambiar la constitución".

## Nomos como organización territorial
La misma palabra, «nomos», servía a los griegos antiguos para nombrar el concepto básico de la organización territorial del Antiguo Egipto, que en egipcio se denominaba «hesp» o «sepat».
En la Grecia contemporánea, con la independencia, la organización territorial se hizo en nomos entre 1833 y 1836, y de nuevo entre 1845 y 2010.

## Ciencias sociales
En las ciencias sociales contemporáneas, se definió un concepto confluyente de «nomos», en la sociología, que se extiende más allá de las leyes explícitas, a las normas, reglas y convenciones sociales de todo tipo.

## Marcas comerciales
Entre las empresas contemporáneas, varias marcas comerciales incluyen la palabra "Nomos":
- Nomos Publishers, editorial alemana fundada por August Lutzeyer en Berlín (1936).
- NOMOS-BANK, banco ruso.
- Nomos Glashütte, relojera alemana.